# Линтульский монастырь (Палокки)
Ли́нтульский Свято-Троицкий монастырь (фин. Lintulan Pyhän Kolminaisuuden luostari или фин. Lintulan luostari) — единственный женский православный монастырь Куопиоской и Карельской митрополии Финляндской архиепископии Константинопольского патриархата, расположенный в местечке Палокки, близ Хейнявеси в Финляндии, в 18 км от Ново-Валаамского монастыря.

## История

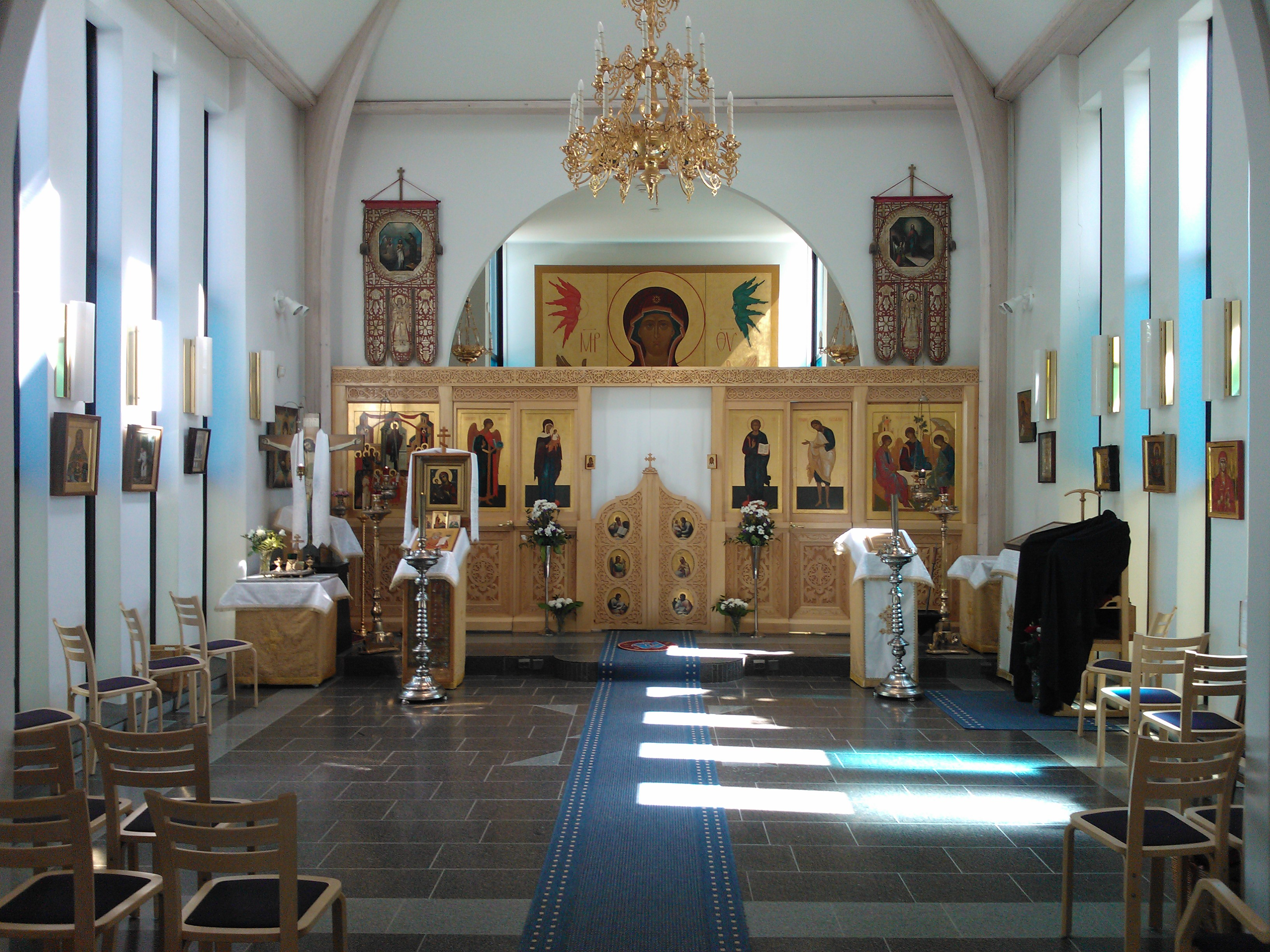

Образован в 1939 году после эвакуации монахинь Линтульского монастыря с Карельского перешейка в Восточную Финляндию во время советско-финской войны.
Главный храм монастыря, построенный в 1973 году по проекту архитектора Вилхо Суонмаа в стиле позднего модерна, был освящён в честь Святой Троицы. Иконостас и ряд икон для храма выполнил финский иконописец японского происхождения Петрос Сасаки.
В 1967 году в монастыре начали выпуск восковых свечей для всех православных приходов в Финляндии. С 1979 по 2019 год служащим священником в монастыре был архимандрит Герман (Левинен) (с 1 февраля 2020 года на этом посту его сменил архимандрит Андреас (Ларикка)).
Службы совершаются на финском языке по новому (григорианскому) стилю, включая Рождество Христово и Пасху. В монастыре 11 насельниц, финок по национальности. Ежегодно монастырь посещают до 25 тысяч паломников.

## Настоятельницы
- Арсения (Егорова) (1939—1961)
- Михаила (Бугайцева) (1961—1974)
- Антонина (Боллвейдж) (1975—1998)
- Марина (Илтола) (1998—2012[4][5])
- Михаила (Рёпелинен) (1 октября 2012 года[6] — 25 января 2023)
- Ксения (Ровамо)[вд](с 25 января 2023 года) временно и. о.[7]